# Tunel Bôrik
Tunel Bôrik – tunel drogowy w ciągu autostrady D1 we wschodniej Słowacji, między wsiami Mięguszowce i Batyżowce na zachód od Popradu. 
Budowa tunelu, prowadzona przez konsorcjum „Inžinierske stavby, a.s.-Marti Contractors” tzw. nową austriacką metodą drążenia tuneli (NATM), zaczęła się w czerwcu 2006. 11 grudnia 2007 drążenie tunelu zostało uroczyście zakończone. 5 grudnia 2009 tunel został otwarty do użytku. 
Tunel Bôrik ma długość 999 m, składa się z dwóch nitek – północnej i południowej, po dwa pasy ruchu każda. Spadek jezdni wynosi 1% na wschód. Szerokość jezdni - 7,5 m + chodniki szerokości 1 m po obu stronach. Jezdnia jest cementowo-betonowa. W tunelu działają telefony komórkowe i radio. Obowiązuje ograniczenie prędkości do 80 km/h. 
Tunel Bôrik biegnie pod szczytem Bôrik (992 m n.p.m.), w poprzek bocznego pasma Kozich Grzbietów wcinających się w Kotlinę Popradzką. Budowę tunelu mimo wyższego kosztu wybrano ze względu na skrócenie trasy autostrady o 3,5 km, mniejszą uciążliwość dla mieszkańców gęsto zaludnionego terenu i mniejszą szkodę dla środowiska. 